# Helophorus dorsalis
Helophorus dorsalis es una especie de escarabajo del género Helophorus, familia Hydrophilidae. Fue descrita científicamente por Marsham en 1802.
Habita en Reino Unido, Francia, Austria, Alemania, Grecia, Países Bajos, España, Ucrania, Checa, Irlanda, Italia y Rumania.